# Mari El

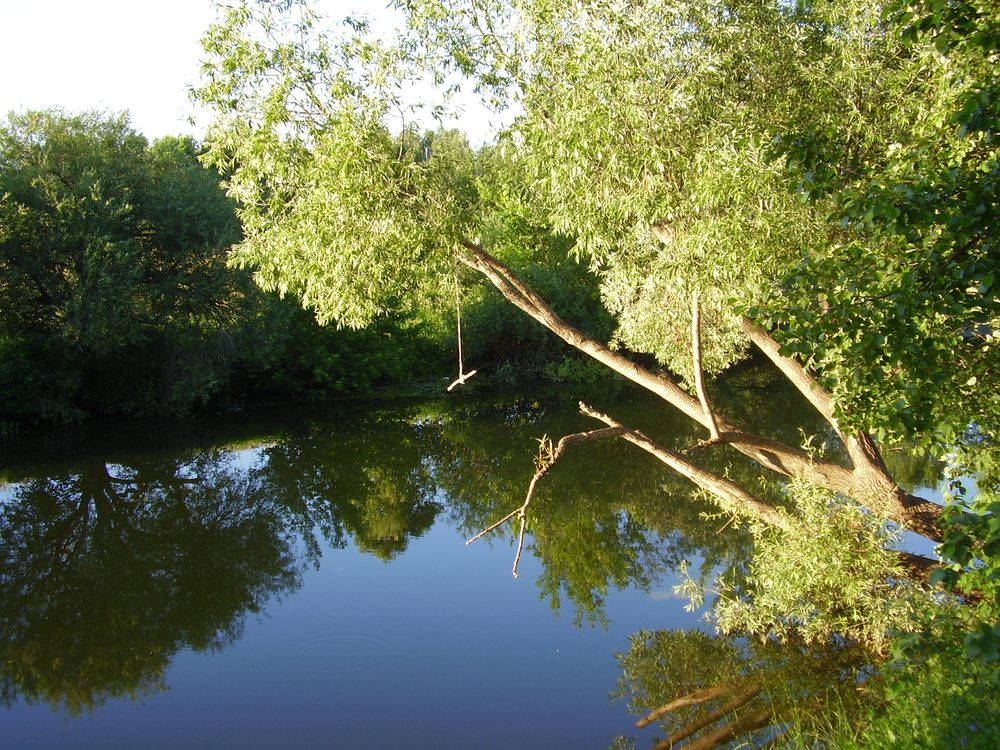
krajobraz republiki – rzeka Małaja Koszaga

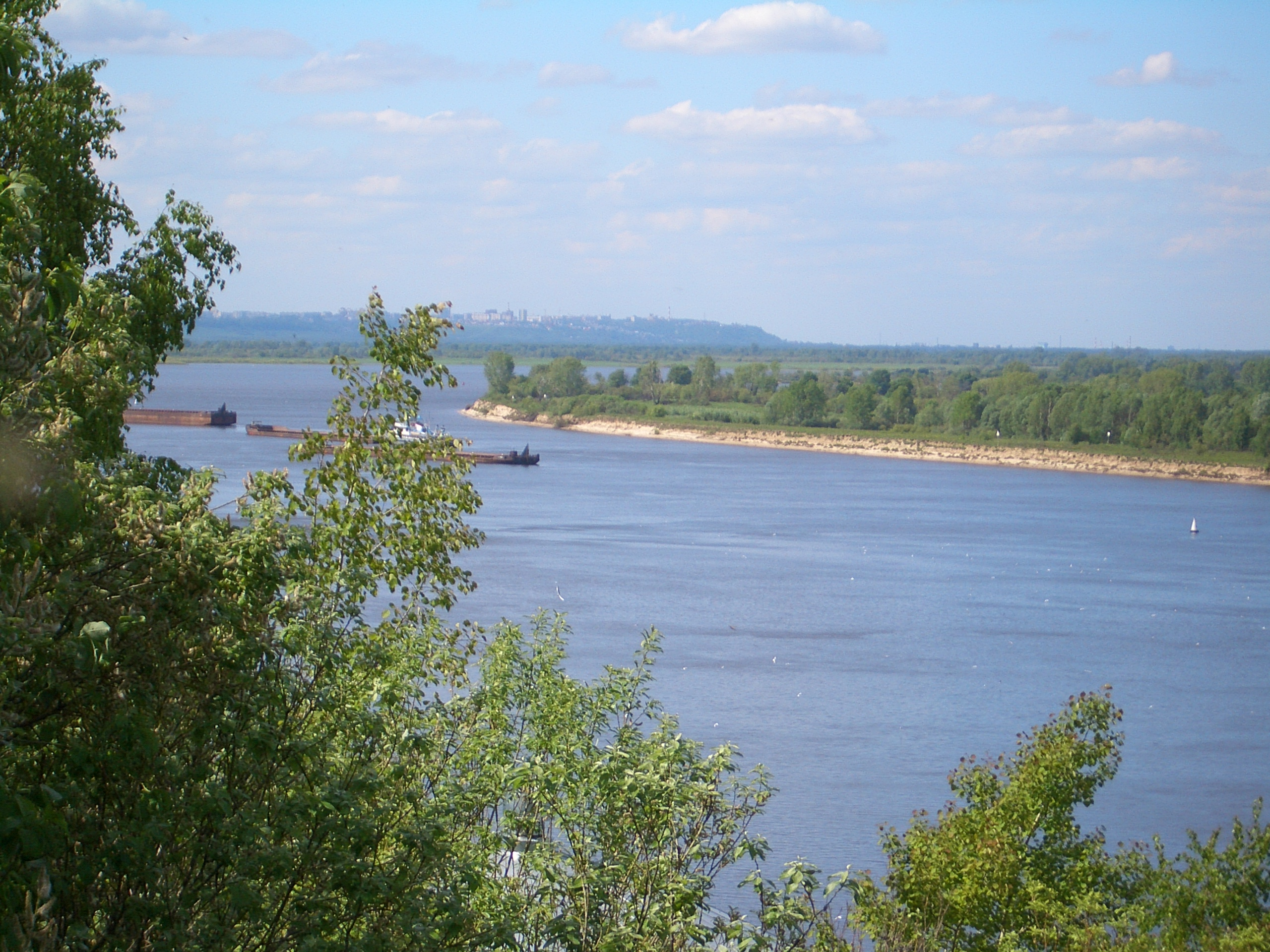
Wołga – główna rzeka kraju

Mari El (ros. i maryjski Марий Эл); pełna nazwa Republika Mari El (ros. Республика Марий Эл; maryjski Марий Эл Республик) – autonomiczna republika Federacji Rosyjskiej, położona nad środkową Wołgą.

## Geografia
Republika znajduje się na wschodnim skrawku europejskiej części Federacji Rosyjskiej. Kraj graniczy z obwodem kirowskim, Republiką Tatarstanu, Republiką Czuwaszji oraz z obwodem niżnonowogrodzkim.

### Strefa czasowa
Mari El należy do moskiewskiej strefy czasowej (MSK). UTC +3:00 przez cały rok. Wcześniej, przed 27 marca 2011 roku, w republice obowiązywał czas standardowy (zimowy) strefy UTC+3:00, a czas letni – UTC+4:00.

### Powierzchnia i stosunki wodne
Mari El zajmuje powierzchnię 23,372 tys. km².
Przeważająca część kraju leży na lewym brzegu środkowej Wołgi. Zachodnią część lewobrzeżnej Mari El zajmuje błotnista Nizina Maryjska.
Na wschodzie republiki do Wołgi wpada rzeka Wietługa. Bardziej na wschód przez Mari płyną inne dopływy Wołgi, mające swe źródła na południowych stokach Uwałów Wiackich: Mała Kokszaga (wraz z dopływami: Mały Kundysz i Bolszaja Oszła), Mała Kokszaga (wraz z dopływem Wielki Kundysz), Rutka i inne, mniejsze.
W dolinach tych rzek znajduje się duża liczba niewielkich, leśnych jezior.
Wschodnia część Mari położona jest na skraju Uwałów Wiackich, najwyższy punkt ma wysokość 275 m n.p.m.; obszar ten przecinają liczne doliny rzecze i wąwozy. Wśród nich znajdują się rzeki dorzecza Wiatki: Niemda (z dopływami: Łażem, Tołmaniem, Szukszanem i in.), Buj, Urżumka, Szoszma oraz lewy dopływ Wołgi – Ilet i jego dopływy: Szora, Irowka i Juszyt.
Na prawym brzegu Wołgi znajduje się tylko 1 z 14 rejonów republiki (gornomarijski), zajmujący północny skraj Wyżyny Nadwołżańskiej. Na terenie tym do Wołgi wpadają rzeki: Sura, Sumka, Junga, Małaja Junga i Subdyr.

#### Główne rzeki

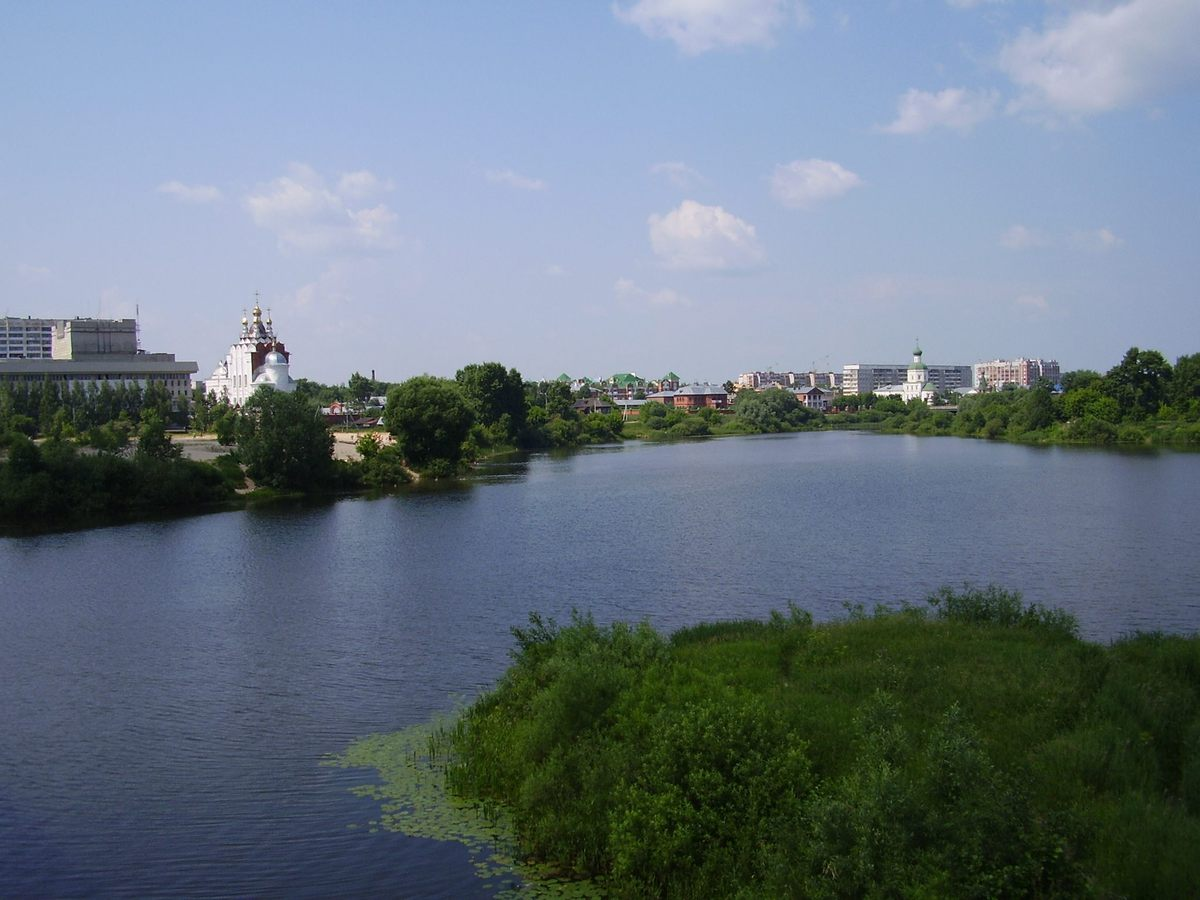
Rzeka Małaja Koszaga, w tle stolica kraju Joszkar-Oła

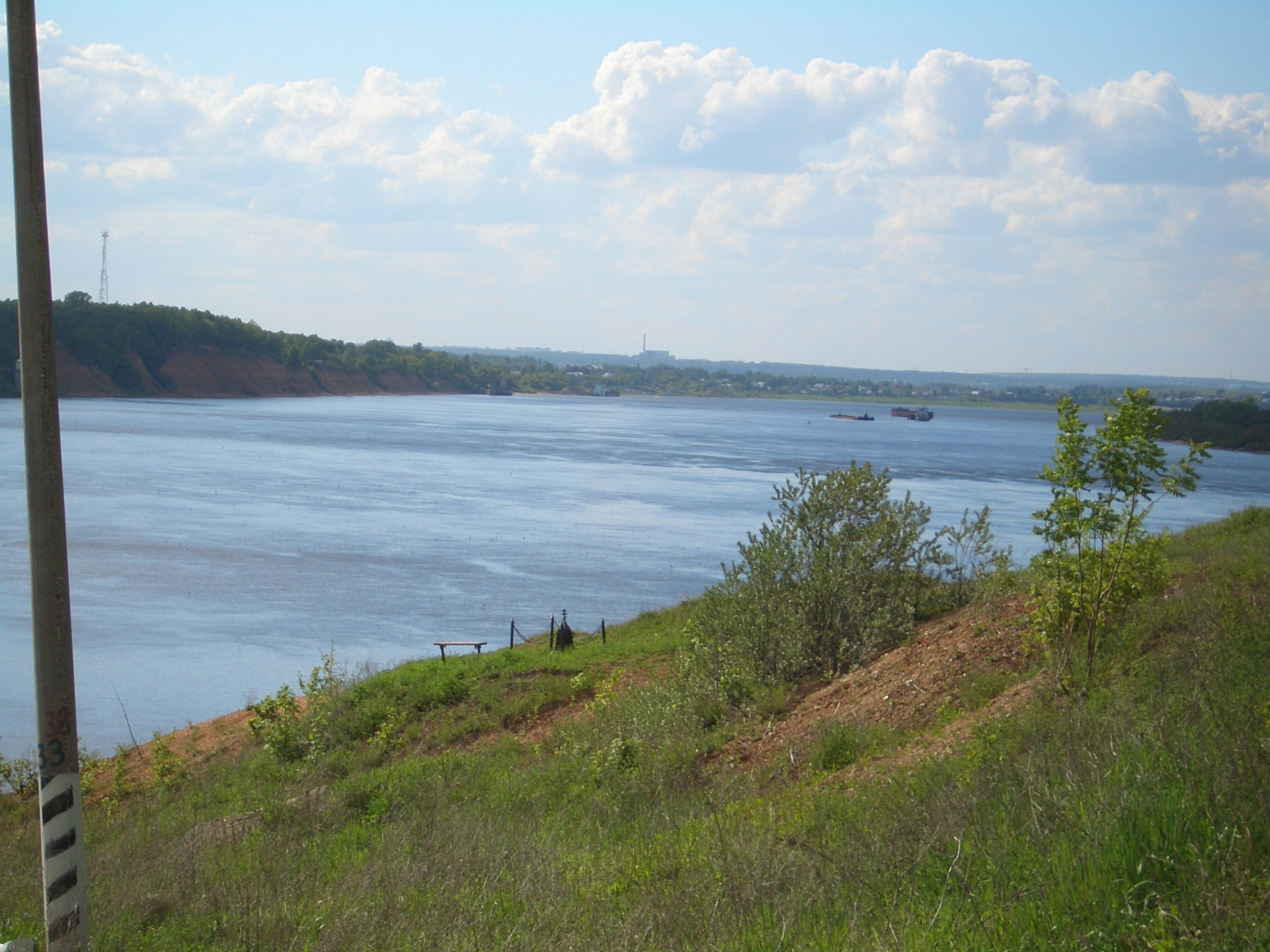
Wołga

Przez obszar kraju przepływa 476 rzek. Rzeki te mają od ok. 10 do 50 m szerokości; większość z nich jest dość płytka (0,5 – 1,5 m głębokości), przez co nie nadają się do żeglugi. Zamarzają w połowie listopada i pozostają skute lodem do połowy kwietnia. Największe z maryjskich rzek to:
- Bolszaja Kokszaga (mar. Kugu Kakszan)
- Buj (mar. Puwüd)
- Ilet (mar. Elnet)
- Irowka (mar. Jyr)
- Juszut (mar. Üszüt)
- Kundysz (mar. Kundysz)
- Łaż (mar. Łaż)
- Małaja Kokszaga (mar. Izi Kakszan)
- Mały Kundysz (mar. Izi Kundysz)
- Małaja Junga (mar. Arjyngy)
- Nemda (mar. Nemda)
- Rutka (mar. Yrde)
- Sundyr (mar. Szundyr, Szyndyr)
- Sumka (mar. Sumka)
- Sura (mar. Szur)
- Szoszma (mar. Szoszma)
- Szukszam (mar. Szükszan)
- Tołmań (mar. Tałman)
- Urżumka (mar. Würzymwüd)
- Wietługa (mar. Wütla)
- Wołga (mar. Jul)

#### Jeziora
Na obszarze Mari El znajduje się ponad 200 jezior o powierzchni powyżej 1 km². Zbiorniki te są na ogół dość płytkie i mają 1–3 m głębokości. Największe nich to:
- Karaka-jer
- Kiczijer
- Jalczik
- Tair

Ponadto na Wołdze na terenie Mari El znajdują się dwa sztuczne jeziora: Czeboksarskie i Kujbyszewskie.

### Klimat
Na terenie kraju panuje klimat umiarkowany typu kontynentalnego. Charakteryzuje się on długą, chłodną zimą i ciepłym latem. Średnie temperatury lipca wahają się (w zależności od części kraju) od +18 do + 20 °C. Najcieplejszym okresem jest połowa lipca – często w okresie tym występują upały dochodzące do +34 °C; najwyższa zanotowana temperatura to +38 °C.
W okresie jesiennym występuje pogoda chłodna, wietrzna i deszczowa. Charakterystyczne silne wiatry z największym nasileniu i z największą siłą wieją w listopadzie. Wcześnie pojawiają się przymrozki.
Zima zaczyna się w już listopadzie. Średnia temperatura powietrza w styczniu wynosi −18 – –19 °C.
Wiosna przychodzi dość późno; na ogół jest chłodna i sucha.

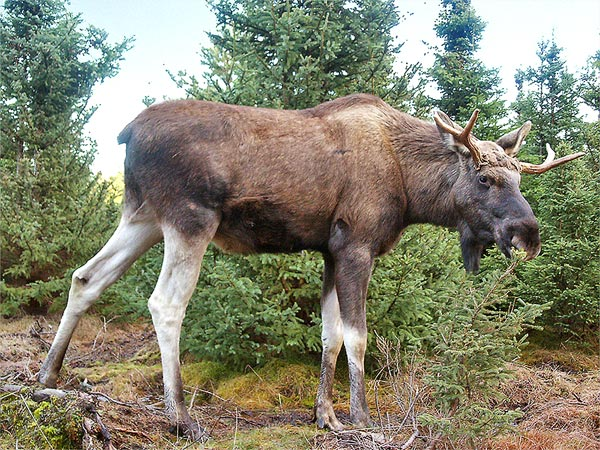
Łoś – pospolite zwierzę maryjskich lasów

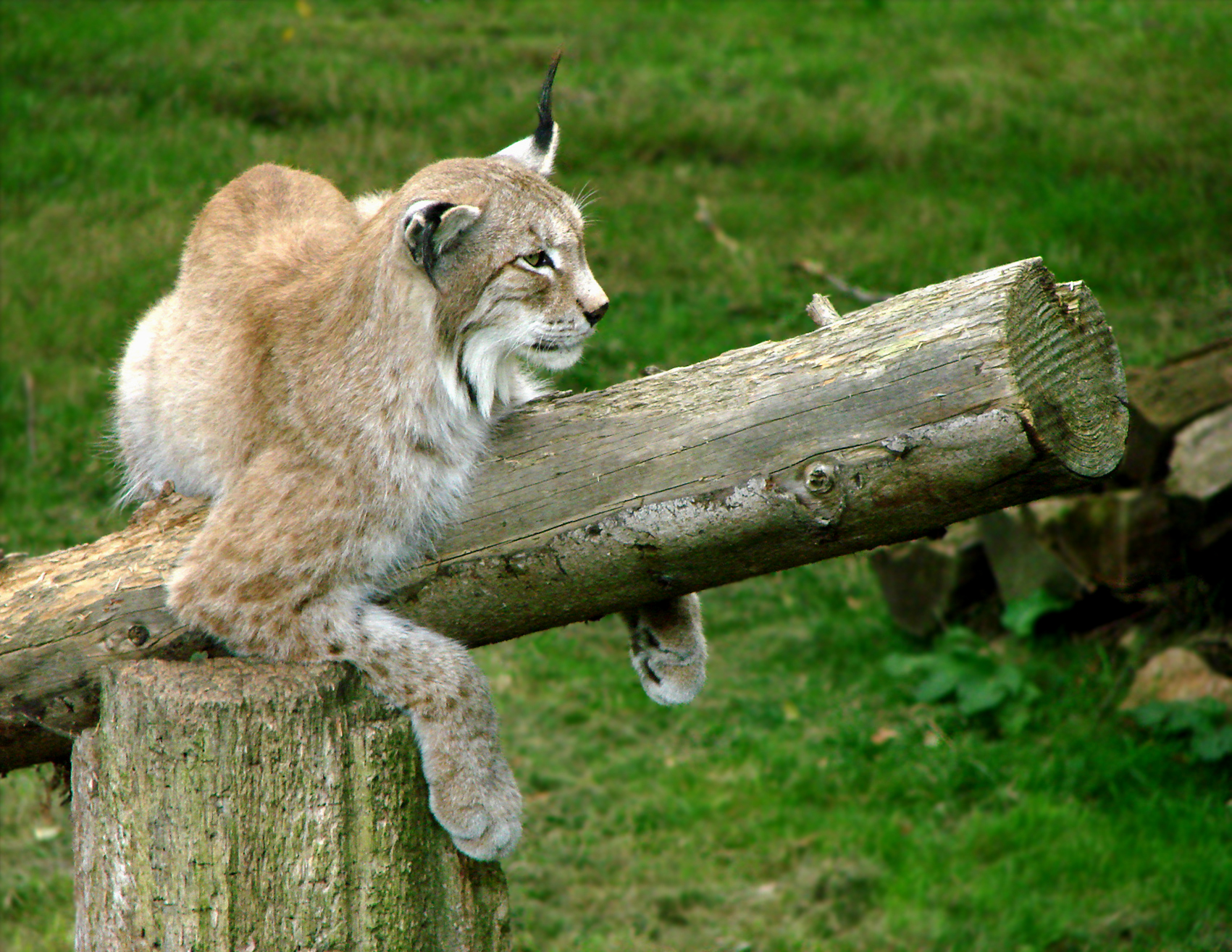
Ryś

### Świat roślinny i zwierzęcy
Pod względem geograficznym Mari El leży w strefie pośredniej pomiędzy strefą lasów liściastych a strefą tajgi, przy czym przeważają gatunki tajgowe. Przeważają gleby darniowo-bielicowe.
W lasach, zajmujących ponad 50% powierzchni kraju przeważają sosna, świerk, jodła i brzoza. Największe kompleksy leśne znajdują się na zachodzie i centrum kraju. W dolinach rzecznych rosną lasy dębowo-lipowe.
Z ważniejszych gatunków zwierząt występujących w Mari El wymienić można wytępione już w znacznej części Europy: wilki, niedźwiedzie brunatne, lisy, łosie, rysie, bobry itd. Występuje licznie i w wielu gatunkach ptactwo wodne.
Na obszarze Mari El znajduje się Park Narodowy „Marij Czodra” i Rezerwat przyrody „Bolszaja Kokszaga”.

### Zasoby naturalne
Na terenie kraju znajdują się złoża torfu, gliny, kamieni używanych w budownictwie, wapniaki, piaski szklarskie i krzemionkowe, oraz źródła mineralne.

## Demografia
(dane spisowe z 2002)

Narodowości:
Rosjanie 345 513 (47,5%)
Maryjczycy 312 178 (42,3%)
Tatarzy 43 377 (6,0%)
Czuwasze 7418 (1,0%)
Ukraińcy 5097 (0,7%)
pozostali 14 402 (3,5%)
Ludność według miejsca zamieszkania:
Ludność miejska: 459 687 (63,1%)
Ludność wiejska: 268 292 (36,9%)
Ludność według płci:
Mężczyźni: 338 485 (46,5%)
Kobiety: 389 494 (53,5%)
Liczba kobiet na tysiąc mężczyzn: 1151
Ludność według wieku:
Średnia wieku: 36,7 lat
Średnia wieku mężczyzny: 34 lata
Średnia wieku kobiety: 39 lat

## Osadnictwo
Na obszarze Mari El znajdują się:
- 4 miasta
- 16 osiedli typu miejskiego
- 1632 wsie

### Miasta i osiedla typu miejskiego

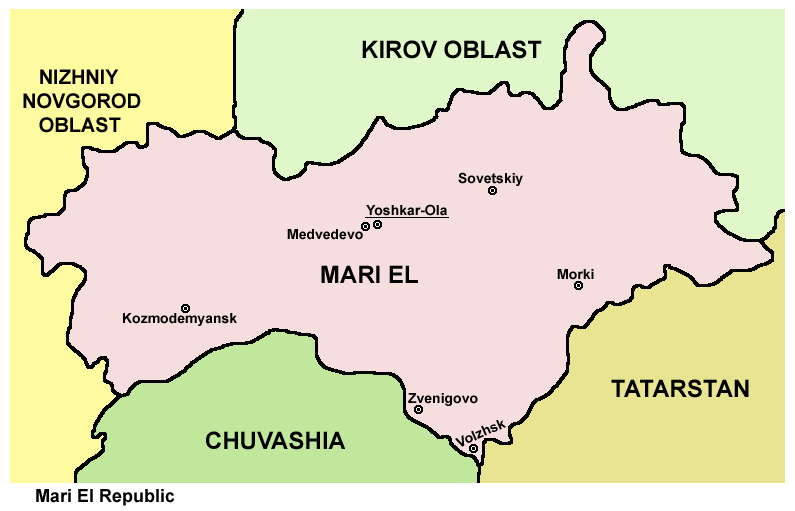
mapa kraju z zaznaczonymi dużymi miastami

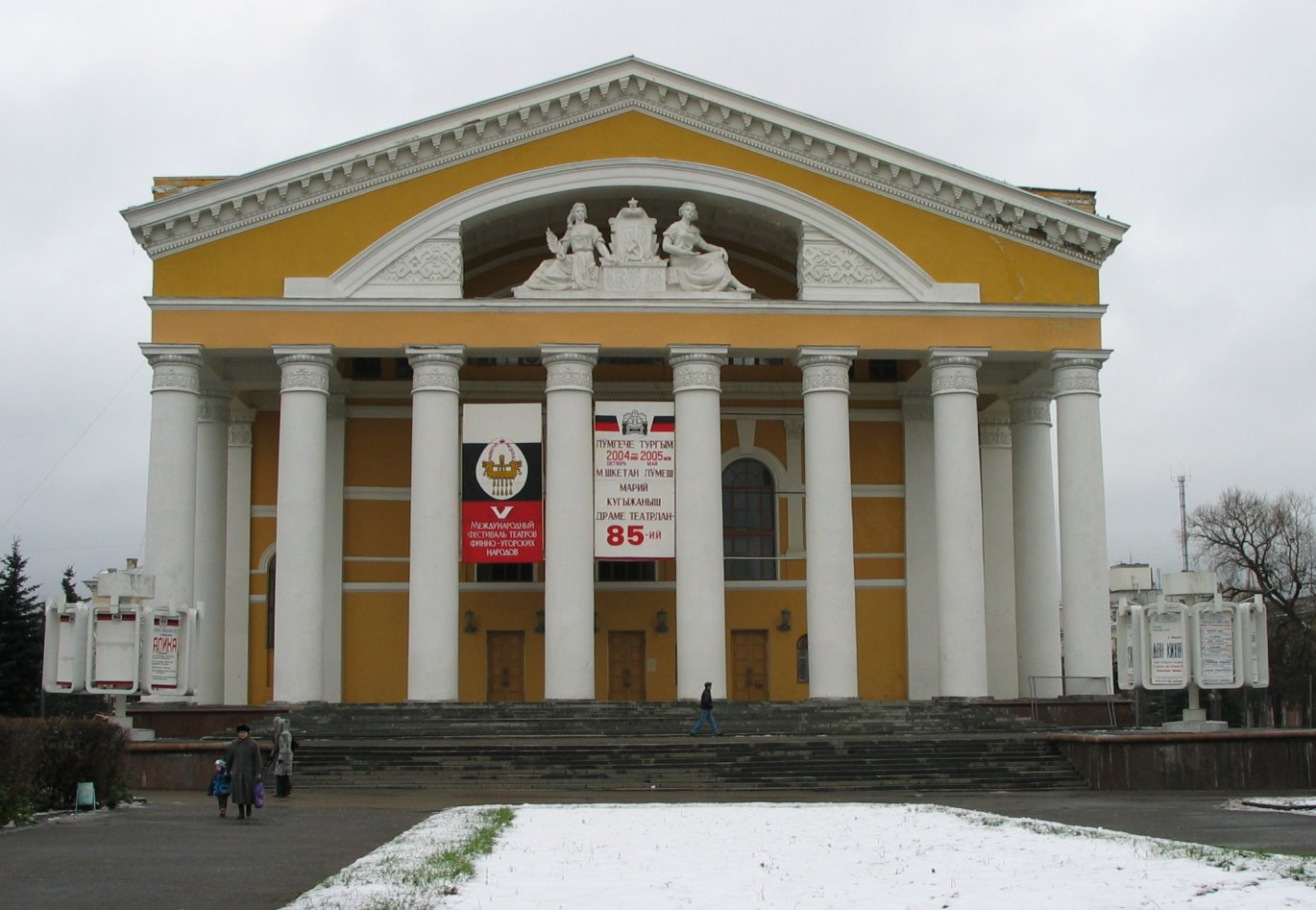
Gmach teatru w stolicy kraju – Joszkar-Oła

miasta i największe osiedla typu miejskiego (stan na 1 stycznia 2005 r.)
| Nazwa             | Nazwa rosyjska    | Nazwa maryjska    | Liczba mieszkańców |
| ----------------- | ----------------- | ----------------- | ------------------ |
| Joszkar-Oła       | Йошкар-Ола        | Йошкар-Ола        | 253 407            |
| Wołżsk            | Волжск            | Юлсер-Ола         | 58 046             |
| Koźmodiemiansk    | Козьмодемьянск    | Цикмä             | 22 679             |
| Miedwiediewo      | Медведево         | Маскасола         | 16 606             |
| Zwienigowo        | Звенигово         | Провой            | 12 455             |
| Sowietski         | Советский         | У Роҥго           | 10 619             |
| Morki             | Морки             | Морко             | 9795               |
| Siernur           | Сернур            | Шернур            | 9082               |
| Krasnogorskij     | Красногорский     | Лушмара           | 7008               |
| Nowy Torjał       | Новый Торъял      | У Торйал          | 6940               |
| Orszanka          | Оршанка           | Öрша              | 6907               |
| Parańga           | Параньга          | Поранча           | 6667               |
| Mari-Turek        | Мари-Турек        | Марий Тӱрек       | 5965               |
| Kużenier          | Куженер           | Кужэҥер           | 5854               |
| Krasnooktiabrskij | Краснооктябрьский | Краснооктябрьский | 4314               |
| Priwołżskij       | Приволжский       | Приволжский       | 4217               |
| Kilemary          | Килемары          | Кӹлемар           | 4005               |
| Jurino            | Юрино             | Йӱрнӧ             | 3950               |
| Susłongier        | Суслонгер         | Сӱзлэҥер          | 3557               |

## Podział administracyjny
Na terenie republiki znajdują się:
- 3 miasta wydzielone

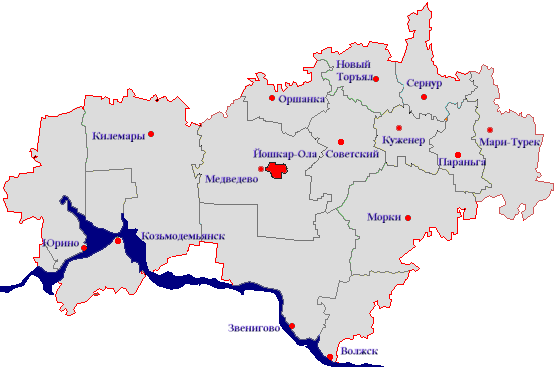
podział administracyjny Mari El

- 14 rejonów, w których skład wchodzi
  - 180 administracji wiejskich

### Rejony
3 największe maryjskie miasta stanowią miasta wydzielone; pozostały obszar republiki podzielony jest na rejony.
Rejony miejskie:
| Miasto         | Nazwa rosyjska | Liczba mieszkańców (01.01.2006) |
| -------------- | -------------- | ------------------------------- |
| Joszkar-Oła    | Йошкар-Ола     | 276 630                         |
| Koźmodiemiansk | Козьмодемьянск | 22 655                          |
| Wołżsk         | Волжск         | 57 621                          |

Rejony:
| Rejon          | Nazwa rosyjska        | Liczba mieszkańców (w tys.) (stan na 1 stycznia 2006) | Ośrodek administracyjny |
| -------------- | --------------------- | ----------------------------------------------------- | ----------------------- |
| Gornomarijski  | Горномарийский район  | 27 855                                                | Koźmodiemiansk          |
| Juriński       | Юринский район        | 10 500                                                | Jurino                  |
| Kilemarski     | Килемарский район     | 13 635                                                | Kilemary                |
| Kużenierski    | Куженерский район     | 16 255                                                | Kużenier                |
| Mari-Turecki   | Мари-Турекский район  | 24 170                                                | Mari-Turek              |
| Miedwiediewski | Медведевский район    | 53 718                                                | Miedwiediewo            |
| Morkiński      | Моркинский район      | 33 980                                                | Morki                   |
| Nowotorialski  | Новоторъяльский район | 17 461                                                | Nowy Torjał             |
| Orszański      | Оршанский район       | 15 673                                                | Orszanka                |
| Parańgiński    | Параньгинский район   | 17 461                                                | Parańga                 |
| Siernuski      | Сернурский район      | 25 010                                                | Siernur                 |
| Sowiecki       | Советский район       | 30 082                                                | Sowietski               |
| Wołski         | Волжский район        | 23 693                                                | Wołżsk                  |
| Zwienigowski   | Звениговский район    | 45 177                                                | Zwienigowo              |

## Gospodarka i infrastruktura

### Przemysł
Głównymi gałęziami przemysłu są przemysł maszynowy i metalurgiczny. Produkują one elementy metalowe, przyrządy, elementy maszyn oraz techniczne oprzyrządowanie dla innych gałęzi lokalnego przemysłu, zwłaszcza leśnego i spożywczego, paszowego i związanego z hodowlą. Ponadto w kraju wytwarza się produkty przemysłu lekkiego, spożywczego, papierniczego oraz drzewnego (i związanego z nim – meblarskiego).
Centrami przemysłu są największe miasta kraju – Joszkar-Oła, Wołżsk, Koźmodiemiansk i Zwienigowo.

### Rolnictwo
Główną gałęzią gospodarki rolnej jest chów i hodowla, obejmujące bydło domowe, trzodę chlewną, owce i drób.
Z upraw największe znacznie mają zboża (zwłaszcza jęczmień, i owies, w mniejszym stopniu żyto i pszenica) oraz rośliny pastewne, len, chmiel, ziemniaki i warzywa.

### Leśnictwo
Lasy zajmujące ponad połowę obszaru Mari El pełnią istotną rolę gospodarczą: dostarczają surowca dla przemysłu drzewnego, papierniczego, a ponadto są źródłem ryb, zwierzyny i owoców runa leśnego, co ma istotne znaczenie, zwłaszcza w ubogich rejonach wiejskich.

### Transport
Na terenie republiki znajduje się 1 międzynarodowy port lotniczy. Przez obszar kraju przebiegają też szlaki kolejowe, przy których jest 1 dworzec oraz 14 stacji kolejowych (osobowych i towarowych). Sieć drogowa jest średnio rozwinięta. Na trasach linii autobusowych znajdują się 2 dworce oraz 51 przystanków. Ponadto istnieje port rzeczny na Wołdze w mieście Koźmodiemianskie oraz 4 przystanie o znaczeniu lokalnym, przystosowane do rozładunku barek.
Jakkolwiek przez obszar kraju przepływa blisko 500 rzek, z powodu niskiego stanu wód żeglowne są tylko 2 rzeki: Wietługa i Wołga.

### Turystyka
Lokalne władze dość energicznie promują także turystykę, która nie pełni jak dotąd istotnej roli gospodarczej. Na terenie kraju znajduje się wiele szlaków do wędrówek pieszych i konnych. Istnieją także liczne szlaki kajakowe, zarówno na rzekach, jak i jeziorach. Jako iż na obszarze kraju znajduje się wiele zakątków w praktycznie dziewiczym stanie, organizowane są liczne sanatoria i obozy letnie, zarówno dla mieszkańców republiki, jak i sąsiednich regionów.

## Historia

### Starożytność i średniowiecze

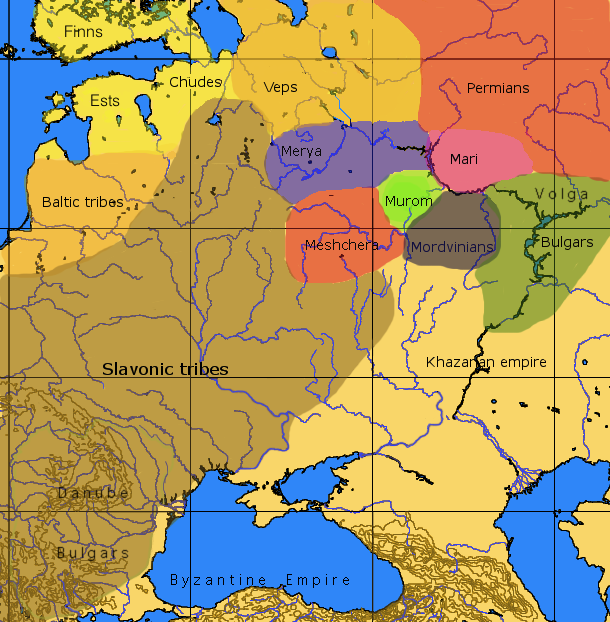
plemiona ugrofińskie nad środkową Wołgą w średniowieczu

Rdzenni mieszkańcy republiki, Maryjczycy, należą do ugrofińskiej rodziny językowej. Narody tej grupy zamieszkiwały obszar kraju już w czasach przedhistorycznych. Jako odrębna grupa narodowa wykształcili się pod koniec I tysiąclecia n.e. Pierwsze pisemne wzmianki o Maryjczykach (zwanych pierwotnie Czeremisami) pojawiły się w VI wieku n.e. u gockiego historyka Jordanesa. Przodkowie Maryjczyków popadli w ścisłą zależność od kaganatu chazarskiego. W wiekach następnych znajdowali się w jakiejś formie zależności od Bułgarii Wołżańsko-Kamskiej. Jednocześnie od końca IX w. z zachodu zaczęli napierać na nich Słowianie – Ruś Kijowska założyła na ziemiach maryjskich kilka miast, m.in. Rostów i Suzdal. Od początku XI wieku stopniowo na zachodnich terenach Mari pojawiło się chrześcijaństwo (prawosławne). W XII wieku Maryjczycy stali się zależni od Złotej Ordy, a potem chanatu kazańskiego. Wraz z próbami wyzwolenia się Rusi od jarzma tatarskiego, a następnie walkami o wyzwalanie kolejnych ziem ruskich, tereny Mari stawały się częstym miejscem walk rosyjsko-tatarskich, przy czym Maryjczycy występowali w nich po stronie Tatarów. Aż do czasów cara Iwana Groźnego górą byli Tatarzy i to w ich rękach pozostawał kraj Mari, mimo prób opanowania go przez Rosjan. W XVI w. tereny Mari zostały przyłączone do Rosji: w 1546 opanowano ziemie północnej części tego ludu, a gdy w 1552 carskie wojska zdobyły stolicę chanów – Kazań, cały obszar Mari znalazł się pod kontrolą rosyjską, a Maryjczycy zostali zobowiązani do płacenia daniny.

### Nowożytność
Wkrótce po zajęciu terenów Mari przez Państwo Moskiewskie rozpoczęła się planowa kolonizacja rosyjska tych ziem poprzez zakładanie miast. W 1584 założono miasto Carewokokszajsk (dzisiejszą stolicę kraju, Joszkar-Oła). Rozpoczęto też planową i kompleksową chrystianizację Maryjczyków, która pośrednio spowodowała zmniejszenie ludności kraju, jako że część opornej wobec nowej religii ludności porzucała swą ojczyznę i przenosiła się bardziej na wschód. Od początku XVIII wieku, wraz z reformami Piotra I, Maryjczycy zaczęli być traktowani nie jak ludy podbite, płacące daninę, lecz jak mieszkańcy kraju (ze wszystkimi pozytywnymi i negatywnymi tego konsekwencjami), m.in. musieli odbywać służbę wojskową. Od tego też czasu ekspedycje naukowe zaczęły badać i opisywać kraj i jego mieszkańców, zapisując także (cyrylicą) mowę autochtonów. W 1782 ukazała się pierwsza gramatyka maryjska. Wprowadzenie w kraju Mari rosyjskiego modelu gospodarki, opartego na pańszczyźnie, powodowało niezadowolenie Maryjczyków, którzy masowo poparli w 1775 powstanie Pugaczowa.
Pod względem administracyjnym obszary zamieszkane przez Maryjczyków nie stanowiły całości i wchodziły w skład takich guberni, jak kazańska, wiatska i niżegorodzka.

### Autonomia w ZSRR
Namiastka własnej państwowości (w formie autonomii) nadana została Maryjczykom dopiero w trzy lata po rewolucji październikowej. 4 listopada 1920 dekretem Rady Komisarzy Ludowych i Wszechrosyjskiego Centralnego Komitetu Wykonawczego ustanowiony został Maryjski Obwód Autonomiczny. Był to akt raczej o charakterze propagandowym. Nie określał bowiem granic, stolicy czy organów prawodawczych nowo utworzonego obwodu. Dużo bardziej ścisłe zapisy zawierał kolejny dekret z 25 listopada. Dokładnie określił on granice obwodu, ustanawiając jego stolicą miasto Krasnokokszajsk. Maryjski Obwód Autonomiczny zaczął faktycznie funkcjonować w marcu 1921. 5 grudnia 1936 przekształcony został w Maryjską ASRR.

Godło Maryjskiej ASRR

W okresie władzy radzieckiej Mari El przechodził koleje losów typowe dla wszystkich innych części ZSRR, m.in. walczono z religią, przeprowadzono kolektywizację, rozwinięto przemysł. W latach 30. większość maryjskiej inteligencji została wymordowana lub zesłana na Syberię.
Władza radziecka, przyznając Maryjczykom autonomię narodową, umożliwiła po raz pierwszy w dziejach wykształcenie czegoś na kształt narodowego kraju Mari. Jednak wkrótce w wyniku typowych dla ZSRR przemieszczeń ludności Maryjczycy, do rewolucji stanowiący blisko 60% populacji dzisiejszego obszaru Mari, ok. 1930 stali się mniejszością we własnym kraju (aczkolwiek najliczniejszą), zaś ok. 1940 ich liczba była już mniejsza niż zamieszkujących republikę Rosjan. Choć jednocześnie w namiastce republiki narodowej wykształcił się maryjski język literacki (w dwu odmianach dialektycznych), jednak z powodów demograficznych ojczysta mowa Maryjczyków zaczęła być wypierana przez język rosyjski.

### Mari El w Federacji Rosyjskiej

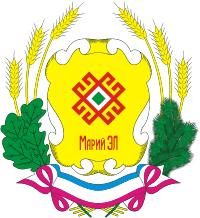
pierwsza wersja godła Mari El z 1993 r.

Na fali zmian i reform związanych z rozpadem ZSRR oraz proklamowania niepodległości przez republiki związkowe ZSRR, także i Maryjska ASRR ogłosiła 22 grudnia 1990 deklarację suwerenności. Akt ten nie miał znaczenia prawnego, ponieważ republiki autonomiczne nie miały prawa wyjścia ze Związku Radzieckiego.
Status prawny obecnej Mari El został ustalony 22 marca 1992, kiedy to republika oficjalnie stała się autonomiczną częścią Federacji Rosyjskiej, jednym z ok. 90 podmiotów tego kraju. Nazwę Mari El (Марий Эл) przyjęto oficjalnie 8 lipca 1992 (Эл oznacza kraj). W 1995 przyjęto lokalną konstytucję.

#### Naruszenia praw człowieka
19 grudnia 2004 w republice odbyły się wybory prezydenckie, w których po raz kolejny zwyciężył Leonid Markiełow. Druga kadencja wybranego w kontrowersyjny sposób Markiełowa (maryjskie organizacje mówią o fałszerstwach wyborczych) przyniosła sukcesywne pogarszanie sytuacji Maryjczyków we własnym kraju. Polityka urodzonego w Moskwie i nie znającego nawet języka maryjskiego prezydenta charakteryzuje się stałym ograniczaniem praw narodu maryjskiego. Maryjscy urzędnicy zwalniani są z pracy, w rejonach, które w ostatnich wyborach najdobitniej sprzeciwiły się wybraniu Markiełowa na kolejną kadencję, zamykane są szkoły maryjskie. Rozpoczęły się prześladowania dziennikarzy opozycyjnych. Stojący na straconej pozycji Maryjczycy zwrócili się z prośbą o interwencję do innych państw ugrofińskich – Finlandii i Estonii. Fińska i estońska prasa rozpoczęła zbieranie podpisów pod listem wzywającym władze Federacji Rosyjskiej do zaprzestania jawnej dyskryminacji maryjskiej mniejszości narodowej. Podpisali się pod nim pisarze, kompozytorzy, działacze polityczni ze Stanów Zjednoczonych, Anglii, Szwecji, Finlandii, Estonii i Węgier. Wśród sygnatariuszy aktu znaleźli się m.in. byli prezydenci Litwy i Estonii: Vytautas Landsbergis i Lennart Meri.

## Tablice rejestracyjne
Tablice pojazdów zarejestrowanych w Republice Maryjskiej mają oznaczenie 12 w prawym górnym rogu nad flagą Rosji i literami RUS.